# Spijt! (boek)
Spijt! is een boek van de Nederlandse schrijfster Carry Slee over een jongen die gepest wordt. In 1998 werd het boek bekroond met de Prijs van de Jonge Jury. Het boek werd verfilmd in 2013.

## Personages
Als we alle personages van het boek nagaan kunnen we eruit opmaken dat David Smit in ieder geval tien klasgenoten heeft en tien leraren. Hieronder volgt een lijst van alle hoofd- en bijpersonen. 
- David Smit - Personage van waaruit het boek geschreven is. Hij is degene die spijt krijgt, omdat hij niet voor Jochem opkwam. Hij is verliefd op Vera.
- Jochem Steenman - Hij wordt gepest en pleegt zelfmoord door zichzelf te verdrinken in een meer na een schoolfeest.
- Mevrouw Smit - De moeder van David, die alles doet wat Davids oma zegt.
- Oma van David - Belt elke ochtend en zeurt heel vaak tegen de moeder van David, is ook pianolerares.
- Vera Teunisse - Een meisje uit de klas van David, op wie hij verliefd is. Ze heeft verkering gehad met Youssef maar wordt uiteindelijk ook verliefd op David.
- Nienke de Graaf - Enige vriendin van Jochem, heeft ook samen met Jochem een hond die Simbad heet.
- Niels - Goede vriend en klasgenoot van David, die samen met hem in de redactie van de schoolkrant zit.
- Manon - Stoer meisje (heeft twee piercings en een tattoo), dat ook in de redactie van de schoolkrant zit.
- Youssef - Zit ook in de redactie van de schoolkrant en is verslaafd aan computers, maar krijgt toch verkering met Vera.
- Sanne - Degene door wie Jochem het meest gepest wordt.
- Remco van Dijk - Meeloper.
- Justin van de Lek - Meeloper.
- Maaike - Een meisje dat eerst bij David in de klas zat, op wie hij ook vroeger een beetje verliefd was, maar niet zoals bij Vera. Zij was verliefd op Niels.
- Tino van Dijk - De gymleraar die er alles aan doet leuk gevonden te worden.
- Mevrouw Bouwma - De lerares Frans, die alles goed vindt, behalve als je je boek niet bij je hebt. Bijnaam: Worteltaartje.
- Rianne - Een meisje uit de band van Niels.
- Roel - De saxofonist uit de band van Niels.
- Meneer Ruiter - De leraar Engels van David.
- Paul Nobbe - De leraar Nederlands van David, die ook de redactie van de schoolkrant leidt.
- Emiel - Een jongen uit de klas van David.
- Dick Braai - Een leraar van de school.
- Meneer Hoek - Een, volgens David, saaie leraar van de school die heel vaak "eh" zegt.
- Mevrouw Klaver - Ook een lerares van de school.
- Meneer Blok - Een leraar van de school die heel erg van eten houdt.
- Meneer Zwart - De conrector van de school.
- Johan - Een jongen uit de parallelklas, die altijd gegevens uitwisselt over toetsen met Youssef.
- Mevrouw Groen - De biologielerares.
- Sjoerd - Een jongen uit de klas van David.
- Mevrouw Steenman - De moeder van Jochem.
- Meneer Steenman - De vader van Jochem.
- Doerak - De hond van Davids oma.
- Simbad - De hond van Jochem en Nienke.
- Meneer Leon - Een leraar van de school.

## Verhaal
David zit in klas 2B op de middelbare school. Hij zit ook in de redactie van de schoolkrant die ‘De Brugmug’ heet. In de redactie zitten Niels, Vera, Manon, Youssef en een leraar. Niels is Davids beste vriend en Vera is het meisje waar David verliefd op is. In de klas van David zit ook een jongen die Jochem heet. Jochem is een jongen die dik is en daardoor ook veel gepest wordt door medeleerlingen; voornamelijk door Sanne, Remco en Justin. Ook de klassenleraar, die gymnastiek geeft, heeft een hekel aan Jochem. Het lijkt wel of Jochem zich niets aantrekt van al dat getreiter en soms lacht hij er zelfs ook om.
In de brugklas ging al het gepest langs David heen, maar nu begint hij zich er iets meer van aan te trekken. De pesterijen lopen dan ook wel de spuigaten uit. Sanne, Remco en Justin stelen Jochems kleding uit de kleedkamer terwijl hij aan het douchen is en hangen de kleding vervolgens in de boom. Hierdoor kan Jochem niet op tijd terug zijn om op de schoolfoto te gaan.
Zulke misselijke grappen maken ze over hem, dag in dag uit gaat het zo door. David durft er alleen weinig aan te doen omdat hij bang is om dan zelf ook gepest te worden. Maar hij zou het wel willen.
Op een dag gaat David toch naar Jochem toe en biedt hem zijn hulp aan, maar Jochem wil niet geholpen worden. Jochem vertelt David dat als hij een paar weken de krantenwijk van Justin overneemt, hij niet meer gepest zou worden. Maar David weet al dat de pesters deze belofte niet gaan nakomen. Ook vertelt Jochem dat hij maar één vriendin heeft, die Nienke de Graaf heet. Het zit David allemaal toch niet lekker en hij zegt tegen Jochem dat als hij geholpen wil worden, dat even tegen David moet zeggen.
De dag van de klassenavond breekt aan. David is vastbesloten om twee dingen te doen, één ding is Vera verkering vragen en het tweede is zorgen dat Jochem niet meer wordt gepest. Als de klassenavond begonnen is, gaat David op zoek naar Vera. Hij vindt haar bij de deur, maar ze zoent met Youssef. Zijn hele avond is verpest en hij heeft geen zin meer om Jochem, als die hem later op de avond om hulp vraagt nadat hij door zijn pesters te grazen is genomen, te helpen.
De volgende dag krijgen de leerlingen van de rector te horen dat Jochem de avond daarvoor niet is thuisgekomen en dat de politie naar hem op zoek is. David voelt zich schuldig omdat hij Jochem de vorige avond niet geholpen heeft en hij besluit om Jochem te gaan zoeken, maar hij heeft daar wel hulp bij nodig. Hij besluit Nienke te bellen en samen gaan zij op zoek naar Jochem. Nienke laat David alle geheime plekjes van Jochem zien, alleen is hij nergens te vinden. Dan blijft er maar één plaats over om Jochem te zoeken. Dat is bij het meer, want daar zit hij vaak als hij zich eenzaam voelt.
Bij het meer aangekomen zien ze Jochems tas op het water drijven. Nienke barst in huilen uit en David probeert haar te troosten maar dat lukt niet erg goed want hij is zelf ook erg verdrietig. Na een poosje komt er een duikploeg om Jochem te zoeken. Als een tijdje later het lichaam van Jochem naar boven komt kan niemand het geloven. Hij is dood. Iedereen treurt, de één omdat hij Jochem niet geholpen heeft en de ander omdat hij niet gestopt is met pesten. David voelt zich het meest schuldig omdat hij zijn woord gebroken heeft.
Een paar dagen later, na de crematie, waar de klas niet aanwezig mocht zijn, komt David met het idee om een pestlijn op te richten. De redactie is het er over eens dat ze wat moeten doen tegen het pesten op school. David, Vera, Manon, Niels en Youssef helpen daaraan mee. Ze helpen bijvoorbeeld een klein meisje dat wordt gepest door twee jongens en een meisje uit de buurt. En zo lukt het hen nog veel meer pesterijen op te laten houden. Aan het einde van het verhaal gaat David langs bij een meisje met liefdesproblemen. Het blijkt Vera te zijn, die verliefd op hem is. Eindelijk krijgen ze verkering, en daarmee eindigt het boek.